# Julián Arredondo
Julián David Arredondo Moreno (* 30. Juli 1988 in Ciudad Bolívar) ist ein ehemaliger kolumbianischer Radrennfahrer.
Arredondo wurde 2006 kolumbianischer Meister im Straßenrennen der Juniorenklasse. 2010 gewann er den Gran Premio Folignano. 2012 wechselte er zum Team Nippo, wo er bei einem Teilstück der Tour of Japan erfolgreich war. Ende der Saison belegte er beim Japan Cup den vierten Platz. In der Saison 2013 gewann er jeweils eine Etappe und die Gesamtwertung bei der Tour de Langkawi sowie bei der Tour de Kumano. Zur Saison 2014 wechselte er zum Team von Trek, für welches er bis 2016 an den Start ging. Sein bisher größter Erfolg ist der Gewinn der Bergwertung des Giro d’Italia 2014.

## Erfolge
2006
- Kolumbianischer Meister – Straßenrennen (Junioren)

2010
- Gran Premio Folignano

2012
- eine Etappe Tour of Japan

2013
- Gesamtwertung und eine Etappe Tour de Langkawi
- Gesamtwertung und eine Etappe Tour de Kumano
- Gesamtwertung UCI Asia Tour

2014
- zwei Etappen Tour de San Luis
- Bergwertung und eine Etappe Giro d’Italia

## Grand-Tour-Platzierungen
| Grand Tour            | 2014 | 2015 | 2016 |
| --------------------- | ---- | ---- | ---- |
| Giro d’ItaliaGiro     | 61   | –    | –    |
| Tour de FranceTour    | –    | 124  | –    |
| Vuelta a EspañaVuelta | DNF  | –    | –    |